# Taiwanische Volkspartei

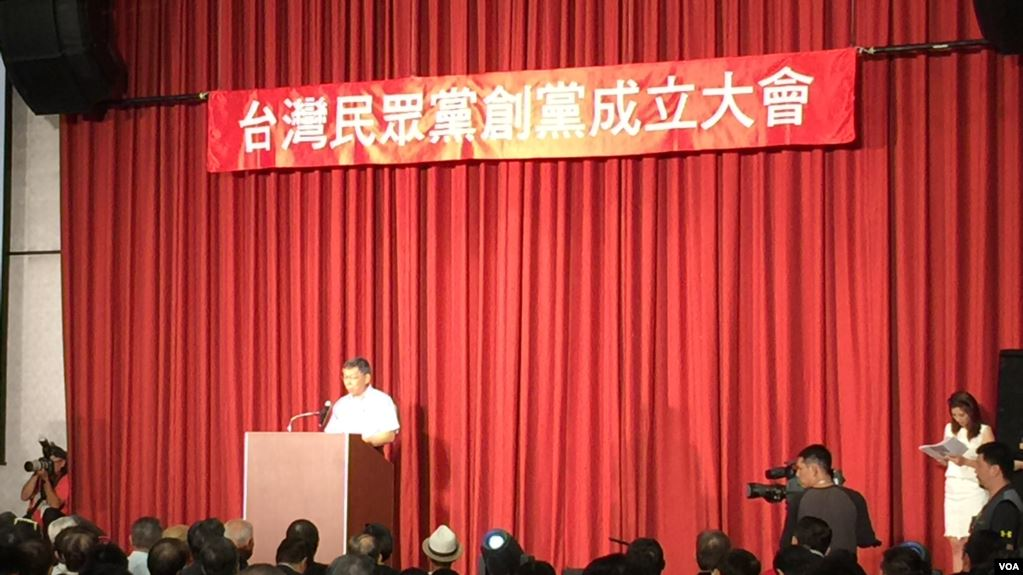
Parteigründung am 6. August 2019

Die Taiwanische Volkspartei (TPP, chinesisch 台灣民眾黨, Pinyin Táiwān Mínzhòng Dǎng, englisch Taiwan People’s Party, kurz 民眾黨) ist eine 2019 gegründete politische Partei in der Republik China auf Taiwan.

## Geschichte
Am 1. August 2019 erklärte der amtierende parteilose Bürgermeister von Taipeh Ko Wen-je, dass er eine politische Partei registriert habe, die im Parteinamen den Begriff „Taiwan“ trage und die sich auf die Bevölkerung begründen solle. Ihr chinesischer Name 台灣民眾黨 war identisch mit dem einer am 10. Juli 1927 in Taiwan gegründeten und 1933 aufgelösten Partei. Diese war zur Zeit der japanischen Kolonialherrschaft durch den Unabhängigkeitsaktivisten Chiang Wei-shui (蔣渭水), den Ko als sein Vorbild bezeichnete, gegründet worden. Der Gründungsparteitag fand am 6. August 2019 (der zugleich Kos 60. und Chiangs 129. Geburtstag war) im Versammlungssaal des Klinikums der Nationaluniversität Taiwan in Taipeh statt – wo der Parteigründer als Chirurg gearbeitet hatte. Auf der Veranstaltung wurde als offizielle englische Übersetzung die Bezeichnung Taiwan People’s Party („Taiwanische Volkspartei“) gewählt.
Zur Programmatik kündigte Ko an, dass man sich auf die Professionalisierung von Politik konzentrieren, am Willen der Bevölkerung orientieren sowie fleißig und unbestechlich sein werde. Zur Kritik, dass es kein klares Programm gäbe und dass eine „grundlegende Partei-Ideologie“ fehle, erwiderte Ko, dass seine Ziele am „größten Gesamtnutzen für Taiwan“ und dessen Bevölkerung ausgerichtet seien. Früher seien politische Entscheidungen meist durch Technokraten gefällt worden. Dies habe sich etwa zur Jahrtausendwende geändert, nachdem der Staatsapparat zunehmend durch plötzliche, parteipolitisch motivierte Entscheidungen ohne Einbeziehen von Experten zerstört worden sei.
Ko lehnte den von der Kuomintang (KMT) favorisierten sogenannten Konsens von 1992 ab, lobte aber auch einzelne KMT-Wirtschaftsexperten aus der Vergangenheit, wie Lee Kuo-ting (李國鼎) und Sun Yun-suan, und kritisierte die vermeintliche Geldverschwendung der DPP-Regierung. Diese habe quasi über Nacht das 10 Milliarden NT$ (ca. 290 Mio. €) teure Shenao-Kohlekraftwerk in Ruifang ad acta gelegt. Die regierungsoffizielle Begründung, dass die Energieversorgung Taiwans ausreichend sei, nannte Ko „lächerlich“. In Hinsicht auf die Umweltargumente meinte Ko, dass nicht die Kohle selbst schmutzig sei, sondern die Menschen, die sie verwendeten.
Am 20. November 2019 kritisierte Parteiführer Ko führende Unabhängigkeitsaktivisten dafür, dass diese zwar lautstark für Taiwan einträten, aber andererseits ihre Kinder im Ausland aufwachsen ließen, wo sie beispielsweise keinen Militärdienst ableisteten.
Kurz nach dem offiziellen Start der Webseite der Partei am 15. September 2019 wurde diese Opfer eines Hackerangriffs und musste wieder vom Netz genommen werden. Zuvor hatten sich etwa 1500 Personen auf der Seite als neue Parteimitglieder registriert.
TPP-Offizielle erklärten, dass die Partei das Ziel habe, bei der kommenden Wahl zum Legislativ-Yuan 10 Mandate zu erringen. Am 18. September 2019 erklärte Ko, dass er nicht bei der Präsidentschaftswahl 2020 als Kandidat antreten werde.
Bei der Wahl des Legislativ-Yuans am 11. Januar 2020 erreichte die TPP 11,22 % der Wählerstimmen und wurde damit stimmenmäßig zur drittstärksten Partei.
Ko war seit dem 17. Mai 2023 ein Kandidat für die taiwanische Präsidentenwahl im Jahr 2024 für die Taiwanische Volkspartei und die einzige Person, die sich für die Vorwahlen der Partei registrierte.
Bei der Wahl des Legislativ-Yuans am 11. Januar 2024 erreichte die TPP 22,07 % der Wählerstimmen und wurde damit stimmenmäßig zur drittstärksten Partei. Nach der Wahl näherte sich die TPP dem Pan-blaue Lager im Zuge der „Blau-Weißen Kooperation“ (藍白合作 Lán Bái hézuò) an.
Ende 2024 wurde gegen Ko Wen-je ein Gerichtsverfahren wegen Korruption eingeleitet. Ko trat am 1. Januar 2025 vom Amt des Parteivorsitzenden zurück. Für ihn übernahm geschäftsführend Huang Kuo-chang.

## Bisherige Wahlergebnisse
Das taiwanische Wahlrecht ist eine Mischung aus Verhältniswahl und personalisierter Mehrheitswahl. In der folgenden Tabelle sind der Parteilisten-Stimmenanteil und die Gesamtzahl der gewonnenen Sitze (über Parteilisten und Wahlkreise) aufgeführt.
| Jahr | Wahl                 | Stimmen- anteil | Parlaments- sitze |
| ---- | -------------------- | --------------- | ----------------- |
| 2020 | Legislativ-Yuan 2020 | 11,2 %          | 5/161             |
| 2024 | Legislativ-Yuan 2024 | 22,1 %          | 8/161             |